# Lana (Fluss)
Die Lana (albanisch auch Lanë) ist ein kleiner Fluss, der das Zentrum der albanischen Hauptstadt Tirana quert. Sie entspringt an den westlichen Hängen des Berges Dajti und fließt westwärts durch die ganze Stadt. Im Zentrum von Tirana ist die Lana in einen geraden Kanal gefasst. Danach schlängelt sie sich durch die Ebene in nordwestliche Richtung, bis sie nach 29 Kilometern als dessen größten Zufluss in den Fluss Tirana mündet. Das Einzugsgebiet umfasst 67 Quadratkilometer. Die durchschnittliche jährliche Abflussmenge beträgt etwa 0,5 m³/s.
Noch in den 1950er Jahren war der Fluss im Zentrum von Tirana nur auf rund 1000 Meter kanalisiert. Ansonsten war der Verlauf noch natürlich. Erst um 1960 wurde die Lana in der ganzen Innenstadt in ein kanalisiertes Bett gefasst. Seither steht die Bogenbrücke Ura e Tabakëve aus dem 18. Jahrhundert etwas abseits des Flusses und überquert lediglich einen künstlichen Teich. Im Innenstadtbereich folgen auf beiden Seiten mehrspurige Straßen dem Flusslauf, die zu den Hauptverkehrsachsen der Innenstadt zählen.
Der einst grüne, von Wiesen geprägte Uferbereich der Lana im Stadtgebiet von Tirana wurde während der 1990er Jahre verbaut. Einzig auf wenigen hundert Metern östlich der Hauptstraße Bulevardi Dëshmorët e Kombit blieben die Wiesen auf beiden Seiten des Flüsschens erhalten. Das Wasser war damals stark verunreinigt, und die Ufer waren nicht nur verbaut, sondern auch stark verschmutzt. Edi Rama, von 2000 bis 2011 Bürgermeister von Tirana, ließ nach seiner Wahl sämtliche illegalen Bauten in den Parks der Innenstadt entfernen und die Grünanlagen wiederherrichten. So ist seit 2004 der alte Zustand an den Lanaufern wiederhergestellt. Es soll aber immer noch Abwasser eingeleitet werden. Unterhalb des Stadtzentrums von Tirana gehört die Lana zu den am stärksten verschmutzten Gewässern Albaniens.
Der Unterlauf der Lana wird heute wenig nördlich der Autobahn Durrës–Tirana umgeleitet und über einen etwas länger als anderthalb Kilometer langen Kanal direkt in den Fluss Tirana geleitet. Der alte, rund sieben Kilometer lange Unterlauf, der etwas südlich parallel zum Tirana-Fluss verläuft, ist zuerst nur ein trockenes Bachbett, das sich allmählich wieder mit Wasser von Nebenbächen und Abwasser füllt und zum Bach wird.
Tirana hat immer wieder mit kleinen Überschwemmungen zu kämpfen, wenn nach starken Regenfällen die Lana über die Ufer tritt. Die Kanalisation ist oft verstopft und ermöglicht keinen Abfluss, sodass die Lana anschwillt und über die Ufer tritt. Obschon sich die Situation seit den 1990er Jahren stark verbessert hat, gibt es immer noch Stadtviertel, die gelegentlich überschwemmt werden.

## Name
Der Fluss wurde bereits 1431 als Lana erwähnt. Etymologisch ist der Name am ehesten mit der altalbanischen beziehungsweise altgegischen Verbform lânj zu erklären. Das Verb lânj findet seine Entsprechung im heutigen Standardalbanischen laj, was so viel wie „(weg-)waschen“ oder „(weg-)spülen“ bedeutet.